# Fernas-142
Il Fernas-142 è un aereo da addestramento leggero biposto sviluppato dall'azienda aeronautica algerina Entreprise de Construction Aéronautique (ECA) negli anni ottanta.
Produzione locale su licenza dello Zlín Z-142 e destinato sia al mercato dell'aviazione generale che a quello militare, è in dotazione alla al-Quwwat al-Jawwiyya al-Jaza'iriyya, l'aeronautica militare dello stato nordafricano, dove svolge anche il ruolo di aereo da ricognizione.
Questo aereo polivalente è stato progettato per una varietà di missioni, quali l'addestramento di base nelle scuole militari e civili, per le operazioni di navigazione aerea, sia diurna che notturna, di controllo e sorveglianza marittima e terrestre, di evacuazione medica e di soccorso, ma anche per operazioni postali, di comunicazione e turismo.
La produzione si attesta su 29 esemplari assemblati localmente che assieme ai 17 Zlín Z-142 acquistati dallo stato algerino, anch'essi ribattezzati Fernas-142, portano il totale a 46 esemplari.

## Utilizzatori
Algeria
- al-Quwwat al-Jawwiyya al-Jaza'iriyya

20 Fernas 142 in servizio al settembre 2018, versione costruita su licenza dal 1992 dell'addestratore cecoslovacco Zlin 142.